# Distichophyllum malayense
Distichophyllum malayense är en bladmossart som beskrevs av Damanhuri och Mohamed 1986. Distichophyllum malayense ingår i släktet Distichophyllum och familjen Hookeriaceae. Inga underarter finns listade i Catalogue of Life.